# Stara Lipovica

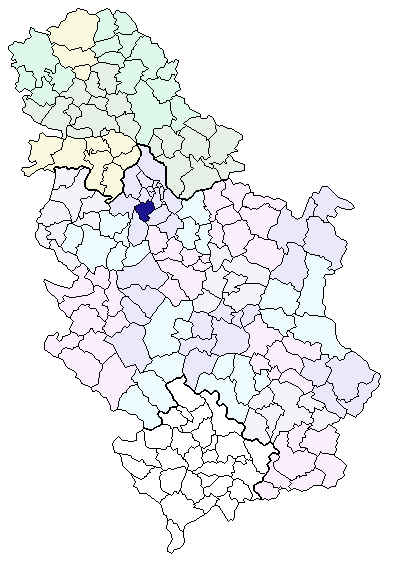
Situation de la municipalité de Barajevo en Serbie

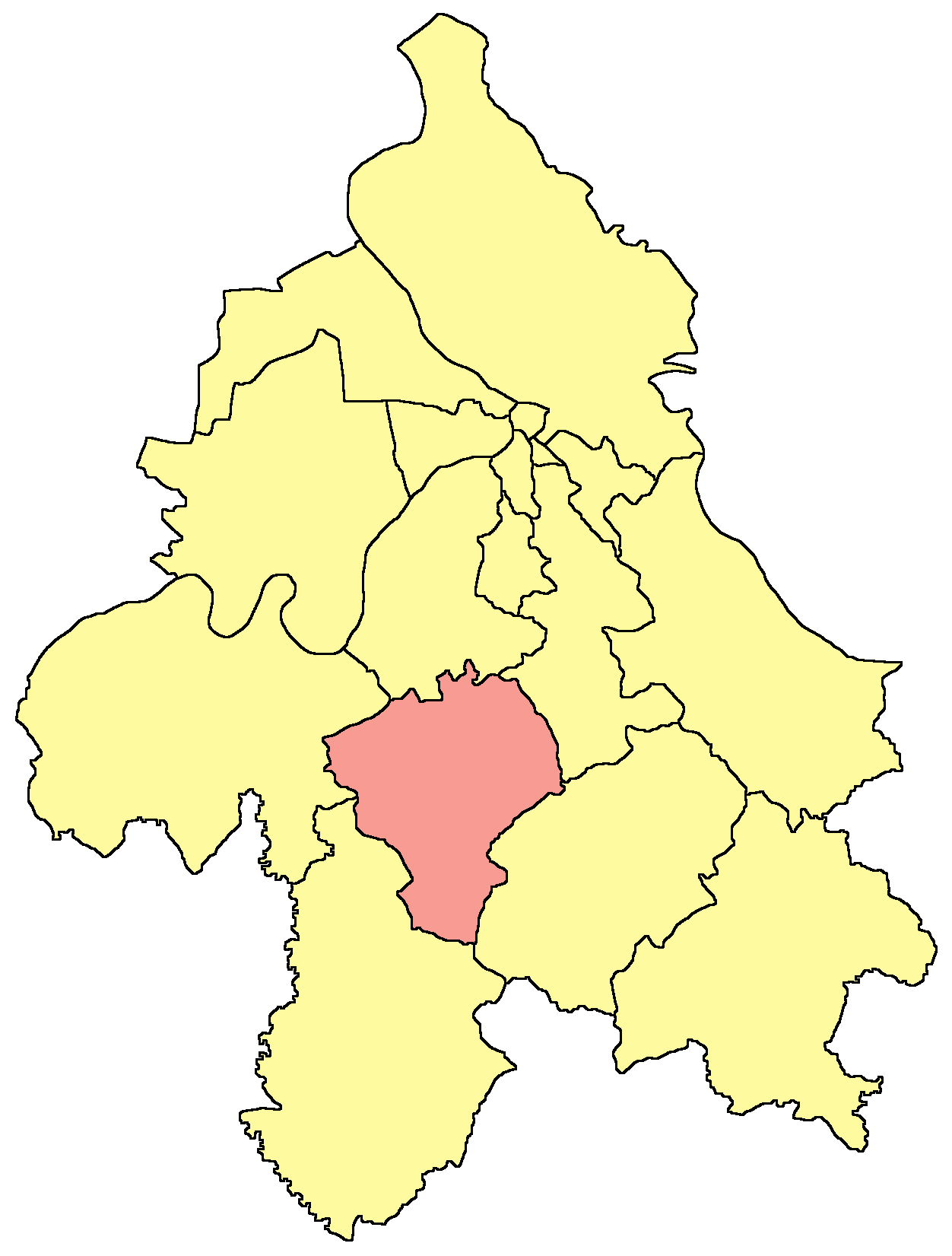
Situation de la municipalité de Barajevo dans le district de Belgrade

Stara Lipovica, en serbe cyrillique Стара Липовица, est un village de Serbie situé dans la municipalité de Barajevo, district de Belgrade.

Stara Lipovica est située dans les faubourgs de Belgrade.